# Hans Rodenberg

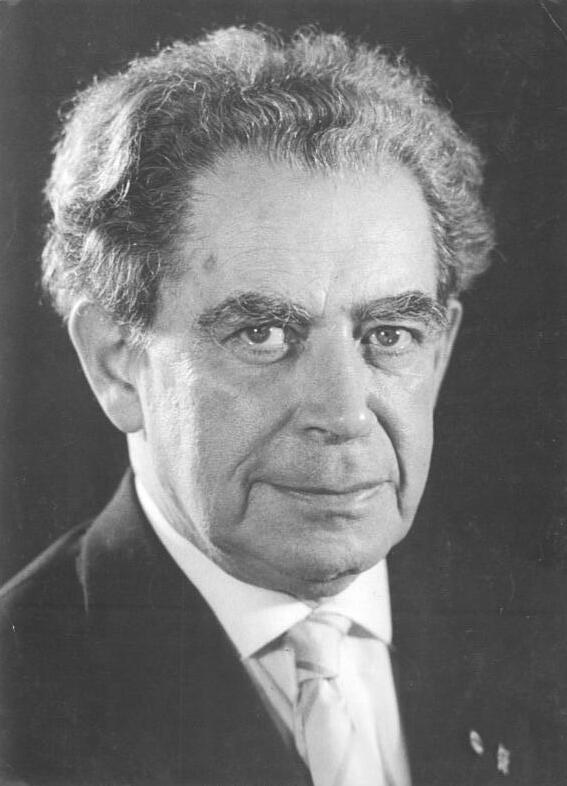
Hans Rodenberg (1961)

Hans Rodenberg (eigtl. Rosenberg, Hans Rudolph, Pseudonyme Curt Baumann, H. Berg, Rudolf Müller; * 2. Oktober 1895 in Lübbecke; † 7. März 1978 in Berlin) war ein deutscher Theaterregisseur, Übersetzer und Filmproduzent. Er hatte leitende Funktionen in der Akademie der Künste der DDR (AdK) und bei der DEFA.

## Leben
Hans Rodenberg (eigentlich Rosenberg) wurde als Sohn jüdischer Eltern in Lübbecke geboren. Nach der Schulausbildung besuchte er von 1912 bis 1914 Max Reinhardts Schauspielschule des Deutschen Theaters, an diesem Theater erhielt er auch erste Engagements.
Im Jahr 1914 meldete sich Rodenberg als Kriegsfreiwilliger und nahm am Ersten Weltkrieg teil; zuletzt als Unteroffizier. Nach Kriegsende wurde Rodenberg 1918 Mitglied eines Arbeiter- und Soldatenrats.
Nach der Niederschlagung der Revolution arbeitete Rodenberg von 1919 bis 1931 als Schauspieler und Regisseur in Berlin (unter anderem an der Berliner Volksbühne). Auch in anderen Städten Deutschlands, Österreichs und der Schweiz übernahm er Rollen und Regieaufgaben. Er schloss sich in dieser Zeit der Kommunistischen Partei Deutschlands an und leistete Propagandaarbeit. Hier lernte er auch seine spätere Frau, die Kabarettistin Ilse Rodenberg, kennen.
1932 emigrierte Rodenberg in die Sowjetunion, wo er 1935 stellvertretender Direktor des Filmstudios der Internationalen Arbeiterhilfe (Meschrabpom-Film) in Moskau wurde. Bis zu seiner Rückkehr nach Berlin im Jahre 1948 arbeitete Rodenberg als Szenarist, Schriftsteller und Rundfunksprecher in der Sowjetunion. In der Zeit der Stalinistischen Säuberungsaktionen (großen Tschistka) soll Rodenberg – nach zwei Quellen – als NKWD-Spitzel unter den deutschen Emigranten gearbeitet haben.
Als er 1948 in die Sowjetische Besatzungszone zurückkehrte, konnte Rodenberg seine künstlerische Entwicklung fortsetzen. Er gründete das Theater der Freundschaft in Berlin-Lichtenberg und wurde dessen erster Intendant. Er wurde 1952 auch Ordentliches Mitglied der Akademie der Künste, Berlin (Ost), Sektion Darstellende Kunst und blieb es bis zu seinem Tod.
1949 nahm er als Sonderkorrespondent des Neuen Deutschland am Prozess gegen Trajtscho Kostow und seine Gruppe in Sofia teil.
Rodenberg war 1952 bis 1956 Hauptdirektor des DEFA-Studios für Spielfilme.
Zwischen 1956 und 1960 war Rodenberg Dekan an der Deutschen Hochschule für Filmkunst in Potsdam-Babelsberg; 1958 erhielt er seine Ernennung zum Professor.
Außerdem betätigte er sich kulturpolitisch als stellvertretender Kulturminister (1960–1963), Mitglied des Staatsrats, der Volkskammer und des Zentralkomitees der SED.
Von 1969 bis 1974 war Rodenberg Vizepräsident der Akademie der Künste, Berlin (Ost).

## Werke von und mit Hans Rodenberg

### Filme und Inszenierungen
- 1952: Roman einer jungen Ehe – Darsteller
- 1962: Rotkäppchen – Drehbuch
- 1970: Ein Mann seltener Art. Aussagen über Hans Otto – Mitwirkung
- 1978: Hurrycan – Mitwirkung
- Das kürzere Streichholz – Dokumentarfilm, einige Erinnerungen von Hans Rodenberg

### Theaterregie
- 1950: Gustav von Wangenheim: Du bist der Richtige (Theater der Freundschaft)
- 1951: Gustav von Wangenheim: Wir sind schon weiter (Theater der Freundschaft)
- 1952: Peter Martin Lampel: Kampf um Helgoland (Theater der Freundschaft)

### Veröffentlichungen
- Hans Rodenberg (Hrsg.): Sergei Eisenstein – Künstler der Revolution. Materialien der Berliner Eisenstein-Konferenz, 10. bis 18. April 1959, Berlin, Henschel Verlag, 1960
- Johannes R. Becher, Alexander Abusch und Hans Rodenberg (Hrsg.): Zeitschrift Sinn und Form – Beiträge zur Literatur ab 1953
- Protokoll eines Lebens. Erinnerung und Bekenntnis, Berlin 1980
- Briefe aus unruhigen Jahren, Berlin, Henschelverlag Kunst und Gesellschaft 1985

Im Archiv Darstellende Kunst der AdK befinden sich rund 200 Bücher von Hans Rodenberg. Das Archiv des DEFA-Studios für Spielfilme, Potsdam-Babelsberg, besitzt den gesamten Nachlass von Hans Rodenberg.

## Ehrungen

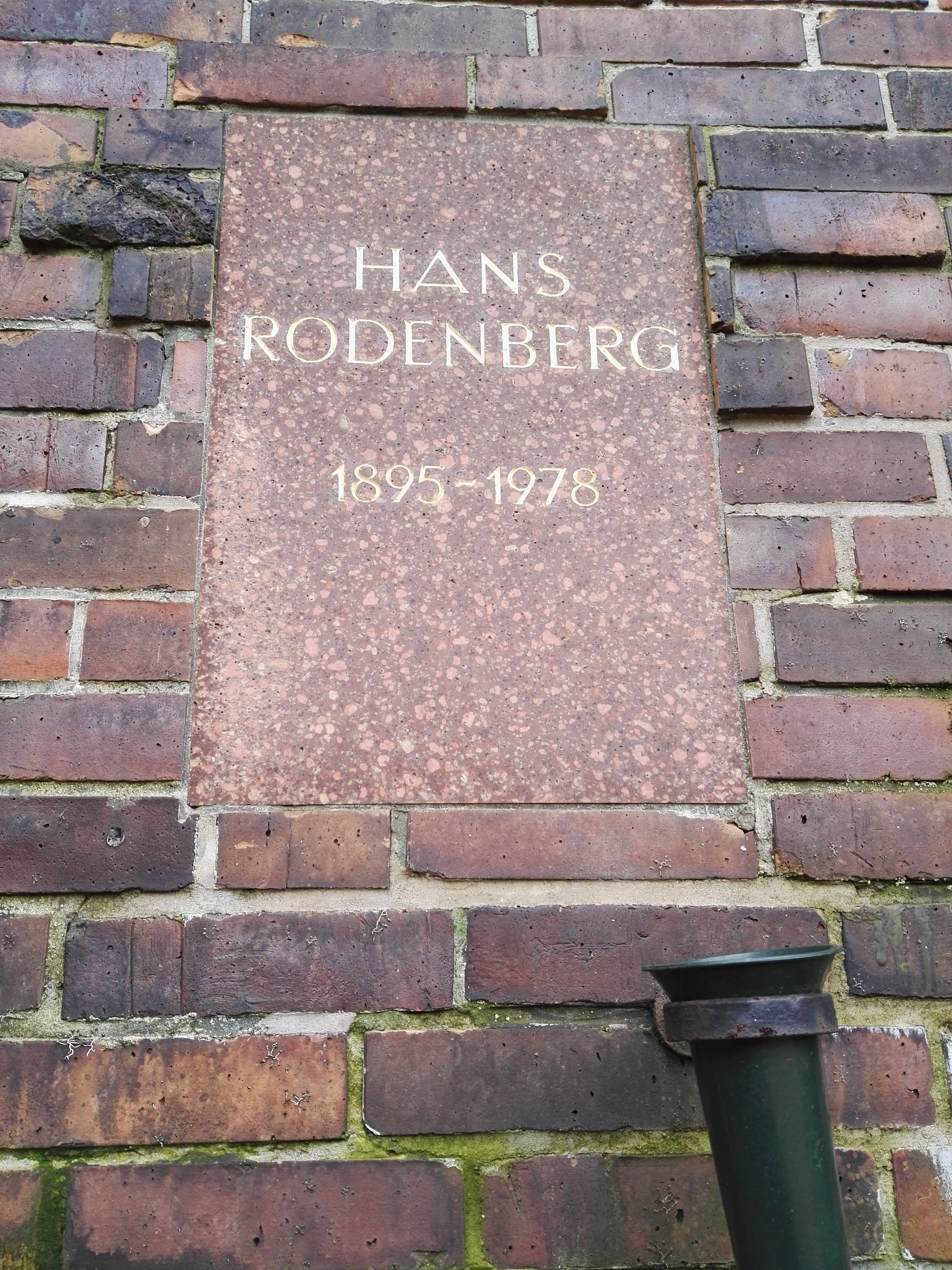
Grabstätte

1965 erhielt Hans Rodenberg den Karl-Marx-Orden und 1970 den Vaterländischen Verdienstorden in Gold. 1978 wurde seine Urne in der Gedenkstätte der Sozialisten auf dem Zentralfriedhof Friedrichsfelde in Berlin-Lichtenberg beigesetzt. Am 10. September 1980 wurde der bis dahin namenlose Platz vor dem Theater der Freundschaft in Berlin-Lichtenberg nach Hans Rodenberg benannt. 1995 entfernte die Bezirksverwaltung den Namen, der Platz wurde wieder in den Straßenverlauf An der Parkaue einbezogen.
Die frühere 7. polytechnische Oberschule in Berlin-Lichtenberg, Siegfriedstraße, trug den Ehrennamen „Hans Rodenberg“, ebenso ein Sanitätsbataillon der NVA in Schwerin.